# آیلا پاتاکاتا
آیلا پاتاکاتا (به لاتین: Ayla Patakata) یک منطقهٔ مسکونی در بنگلادش است که در ناحیه برگونه واقع شده‌است.